# صلاح سمادي
 صلاح سمادي (1978 الجزائر) هو لاعب كرة قدم جزائري. 

## روابط خارجية
- صلاح سمادي على موقع ناشيونال فوتبول تيمز (الإنجليزية)